# 金城站
金城站是一个沈山线上的铁路车站，位于辽宁省凌海市金城镇，建于1899年，目前为五等站，邮政编码为121203。目前客运：办理旅客乘降；不办理行李、包裹托运；货运：办理整车货物发到。